# Juicy LOVE
「juicy LOVE」（ジューシーラブ）は、韓国のダンスボーカルグループ、天上智喜の4枚目のシングル。

## 解説
- DVD付初回限定盤がある。
- 初回限定盤は現在は入手困難。
- 売り上げではグループ最低の売り上げ枚数

## 収録

### CD
1. juicy LOVE
2. さよならの向こうに
3. juicy LOVE(instrumental)
4. さよならの向こうに(instrumental)

### DVD
1. juicy LOVE(MUSIC VIDEO)
2. Making & Off shot